# Distretto di Lachaqui
Il distretto di Lachaqui è uno dei sette distretti della provincia di Canta, in Perù. Si trova nella regione di Lima e si estende su una superficie di 137,87 chilometri quadrati.
Istituito il 16 gennaio 1952, ha per capitale la città di Lachaqui.